# Condado de Pushmataha
O Condado de Pushmataha é um dos 77 condados do estado americano do Oklahoma. A sede do condado é Antlers, que é também a sua maior cidade.
O condado tem uma área de 3686 km² (dos quais 65 km² estão cobertos por água), uma população de 11 667 habitantes, e uma densidade populacional de 3,2 hab/km² (segundo o censo nacional de 2000). O condado foi fundado em 1907. O seu nome é uma homenagem a Pushmataha (década de 1760 - 1824), líder da tribo ameríndia dos Choctaw.

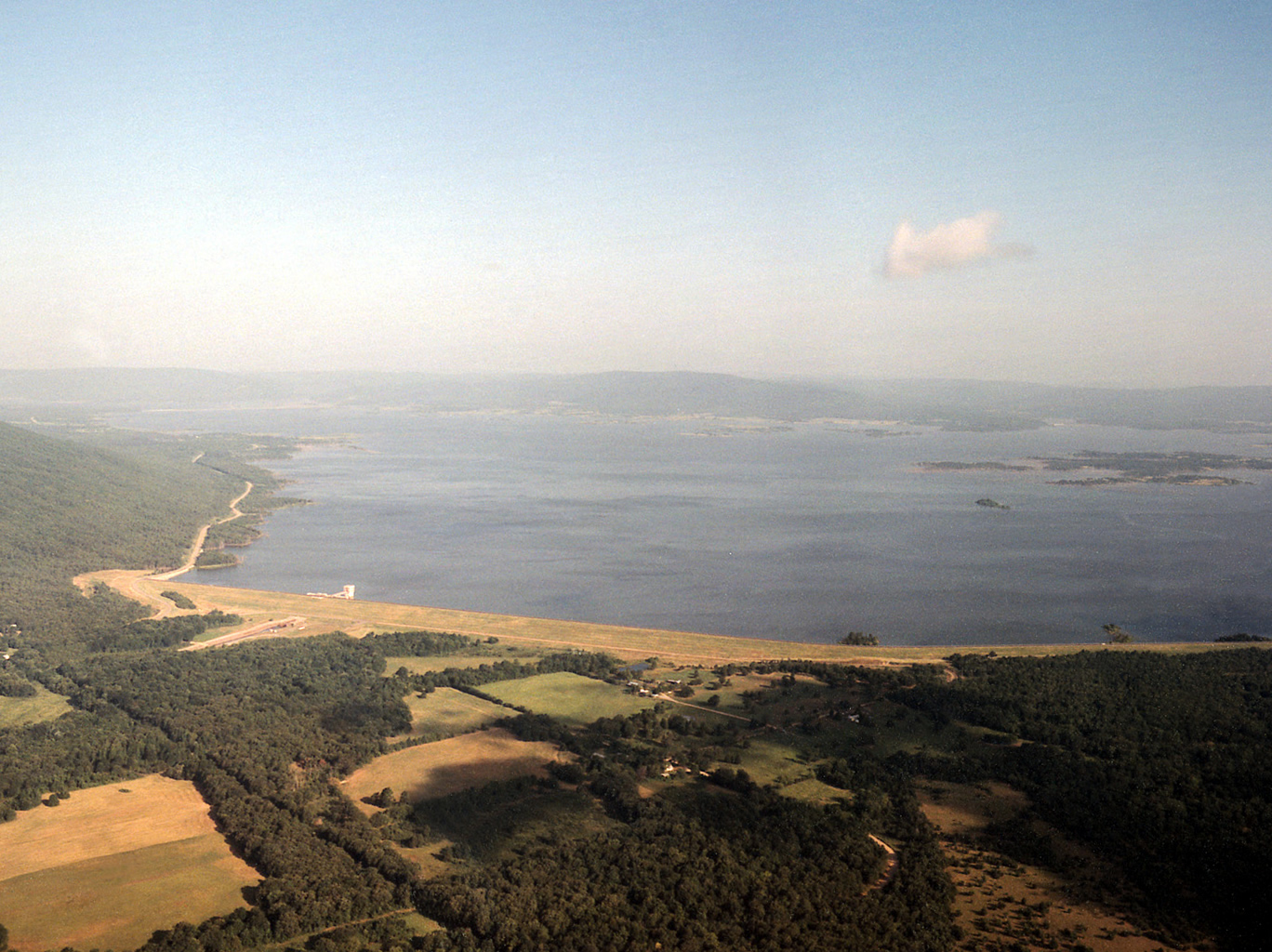
A albufeira e o lago Sardis, no condado de Pushmataha, Oklahoma.

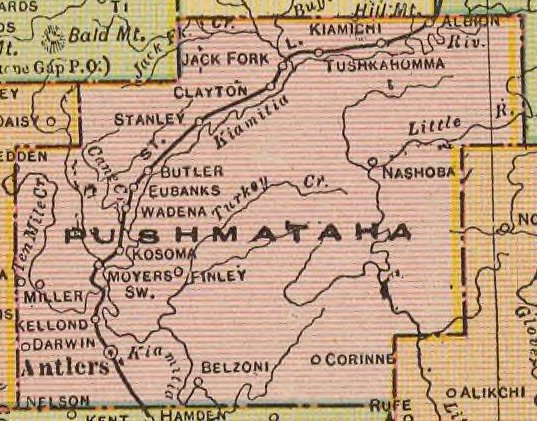
Mapa do condado de Pushmataha, Oklahoma, em 1909.